# Кордеме
Кордеме (фр. Cordemais) — коммуна на западе Франции, находится в регионе Пеи-де-ла-Луар, департамент Атлантическая Луара, округ Нант, кантон Блен. Расположена в 25 км к северо-западу от Нанта, в 9 км от национальной автомагистрали N165 Нант-Брест, на правом берегу реки Луара.
Население (2017) — 3 705 человек.

## История
Кордеме, расположенный на устье Луары, является одним из возможных месторасположений галльского порта Корбило, датируемого II веком. В 370 году здесь была построена первая церковь, посвященная Иоанну Крестителю. В начале X века в этом месте располагалась столица нормандского королевства Нижней Луары. Оно просуществовало до 939 года,  когда устье Луары было отвоевано у викингов бретонским герцогом Аленом II.
В 1051 году Кордеме упоминается как один первых городов на территории в области Нанта. При этом он был единственным, не имевшим крепостной стены. Территория коммуны неоднократно меняла владельцев: северная ее часть была выделена монахам редонского аббатства Сен-Сове, построившим здесь просуществовавший до Великой Французской революции Приорат Святого Самсона. Теперь на его месте сохранился только крест.
Во время Второй мировой войны, из-за стратегического положения военно-морской базы в Сен-Назере, немецкая оккупация устья реки Луара продолжалась до 11 мая 1945 года: капитуляция местного гарнизона была подписана 8 мая 1945 года в 13 часов утра, в день капитуляции всей Германии, и вступила в силу через три дня.
В 1970 году на берегу Луары была построена тепловая электростанция компании EDF, работающая на угле.

## Достопримечательности
- Церковь Святого Иоанна Крестителя XIX века, построенная на месте одноименной церкви XVI века
- Крест Святого Самсона XI века на месте бывшего Приората
- Шато Э-Мериэ XV века

## Экономика
Структура занятости населения:
- сельское хозяйство — 4,0 %
- промышленность — 43,1 %
- строительство — 7,5 %
- торговля, транспорт и сфера услуг — 25,6 %
- государственные и муниципальные службы — 19,8 %

Уровень безработицы (2016 год) — 5,8 % (Франция в целом — 14,1 %, департамент Атлантическая Луара — 11,9 %). 

Среднегодовой доход на 1 человека, евро (2016 год) — 22 072 (Франция в целом — 20 809, департамент Атлантическая Луара — 21 548).

## Демография
Динамика численности населения, чел.

## Администрация
Пост мэра Кордеме с 2020 года занимает Даниэль Гийе (Daniel Guillé). На муниципальных выборах 2020 года возглавляемый им независимый блок одержал победу в 1-м туре, получив 74,01 % голосов.
| Период | Период | Фамилия       | Партия        | Примечания |
| ------ | ------ | ------------- | ------------- | ---------- |
| 1971   | 1989   | Жан Дусе      |               |            |
| 1989   | 2003   | Жак Феран     |               |            |
| 2003   | 2020   | Жоэль Жеффруа | Разные правые |            |
| 2020   |        | Даниэль Гийе  |               | пенсионер  |

## Города-побратимы
- Гомборо, Буркина-Фасо